# Schlacht von Kosludscha
Aspindza – Nauplia – Orlow-Revolte – Çeşme – Larga – Cahul – Beirut – Patras – Kosludscha – Kertsch
Die Schlacht von Kosludscha (auch: Coslugea, türkisch Kozluca), die am 20. Juni 1774 in der Nähe des Dorfes Kosludscha (heute Suvorovo, Bulgarien) ausgetragen wurde, war eine der letzten und entscheidenden Schlachten des Russisch-Türkischen Krieges (1768–1774). Den Russen gelang es, die osmanische Armee zu vernichten und einen großen Sieg zu erringen. Diese Schlacht begründete zusammen mit mehreren anderen in diesem Feldzug den Ruf des russischen Generals Alexander Wassiljewitsch Suworow als eines der besten Generäle seiner Zeit.
Den osmanischen Streitkräften von etwa 40.000 Mann standen russischen Truppen von nur 8.000 Mann gegenüber. Aufgrund früherer Niederlagen waren die osmanischen Streitkräfte demoralisiert. Außerdem litten sie unter Versorgungsproblemen und hatten seit einem Jahr keinen Sold erhalten. Die russische Armee unter den Generälen Alexander Suworow und Michail Kamenski stieß auf die osmanischen Streitkräfte von General Abdul-Rezak Pascha. Nach der Meldung seiner Spähtrupps befahl Suworow sofort den Angriff. Die russische Armee griff die Osmanen in vier großen Karrees an. Osmanische Kavallerie-Angriffe wurden von den Russen zurückgeschlagen, während ein russischer Kavallerie-Angriff im Rücken zur Eroberung der gesamten osmanischen Artillerie führte.
Für die osmanischen Streitkräfte soll das russische Artilleriefeuer verheerend gewesen sein. Ihre Verluste betrugen 3.000, die der Russen nur 209. Da die Russen das eroberte osmanische Lager mit seinen Vorräten zunächst plünderten, konnten die Osmanen Kosludscha verlassen und sich nach Schumla zurückziehen ohne verfolgt zu werden. Aber auch dort wurden sie bald gestellt und erlitten weitere Verluste und die endgültige Niederlage. Der russische Sieg war einer der Hauptgründe, warum die Osmanen einen Monat später, am 21. Juli, gezwungen waren, den ungünstigen Vertrag von Küçük Kaynarca zu unterzeichnen.